# Валуйський
Валуйський — колишній населений пункт (у сучасному Вовчанському районі Харківської області).
За часів царської Росії відносився до Вовчанського повіту Харківської губернії. 1864 року на хуторі Валуйському проживало 9 родин — проживало 98 людей (51 чоловік та 47 жінок). Дата зникнення невідома.